# 櫻島車站
櫻島車站（日语：／ Sakurajima eki */?）是由西日本旅客鐵道（JR西日本）所經營的鐵路車站，位於日本大阪府大阪市此花區。本站是JR西日本所屬的櫻島線（又暱稱為「JR夢咲線」）的終點站，也是JR西日本旗下大阪近郊鐵路路線群都市網路所屬的車站。而本站根據JR的特定都區市內制度被劃分為「大阪市內」的車站。
本站的起源最早可以回溯到1905年時西成鐵道的天保山車站，但該站已於1910年4月15日櫻島車站啟用時廢站。不過1966年櫻島車站東遷約500公尺，位置又移回原本天保山車站的舊址附近，直到1999年時才又因為日本環球影城的建設使櫻島線部分路段改線，而再次遷址。車站在最後一次遷移前的舊址，大約位於今日USJ園內舊金山區的範圍內。

## 車站結構

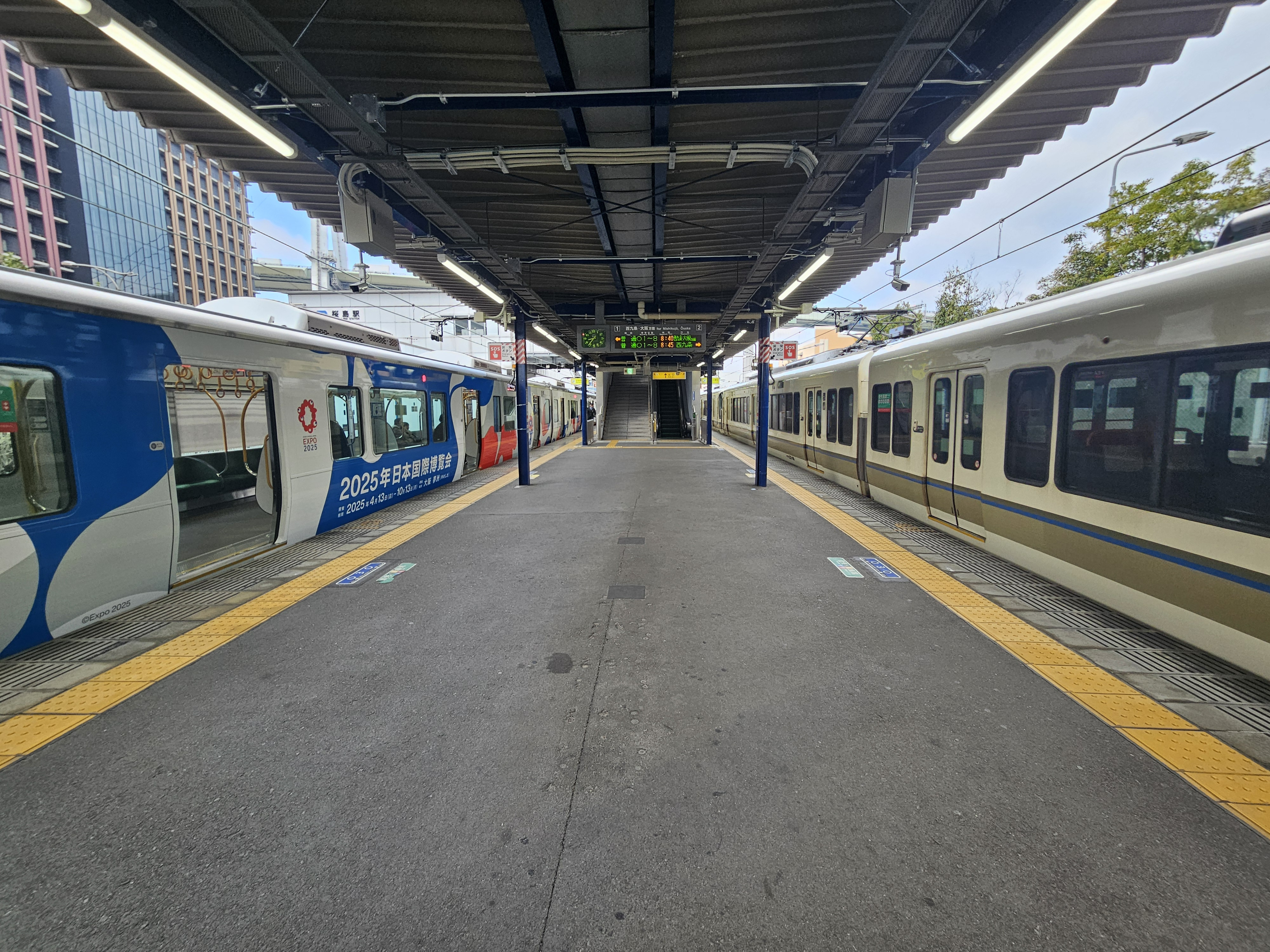
月台（2025年3月）

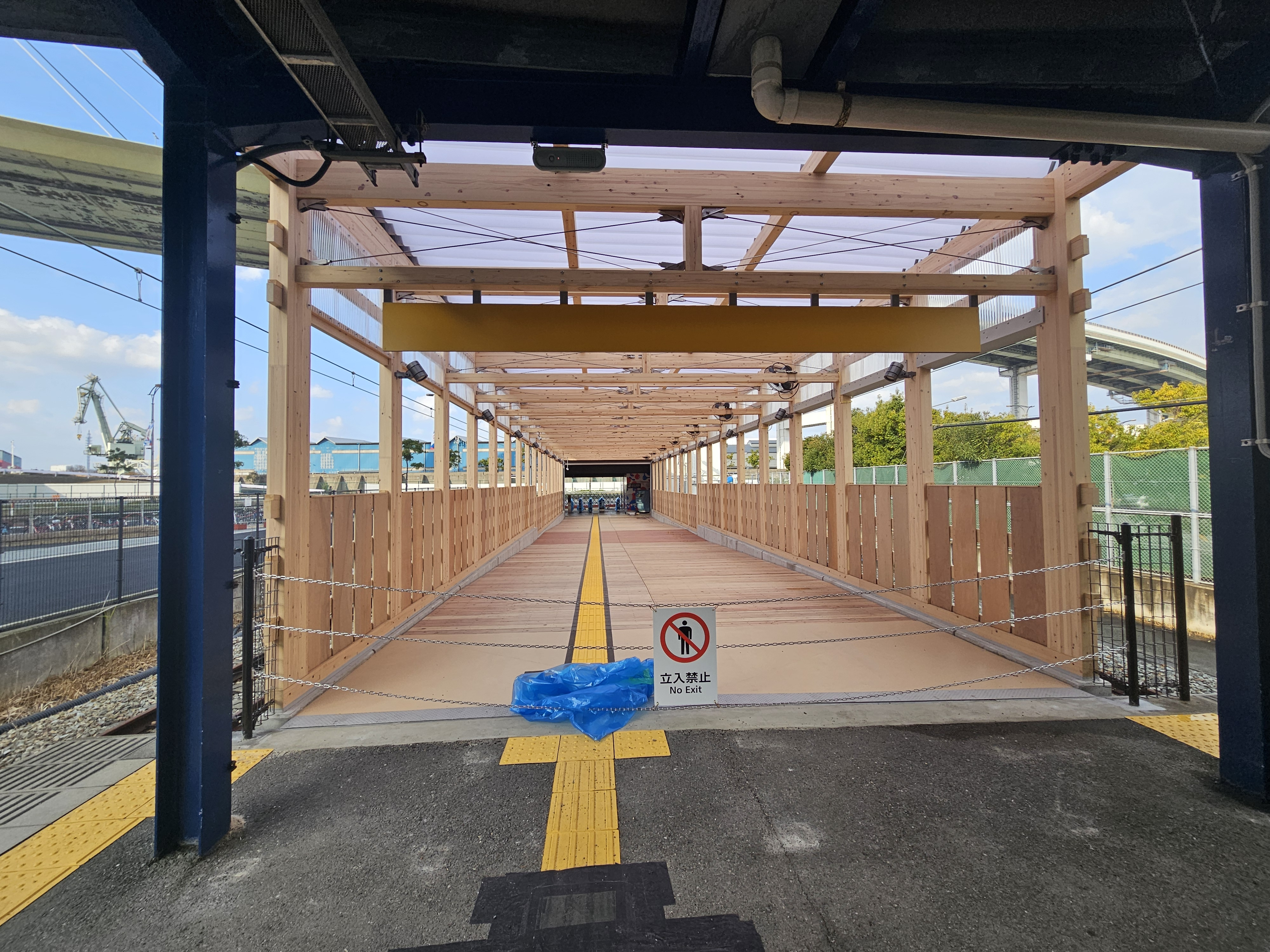
施工中的世博會臨時驗票口（2025年3月）

本站為島式月台1面2線的地面車站。站房位於1號月台的軌道夾著的月台的對面，月台間則透過跨線天橋連絡。

### 月台配置
| 月台 | 路線     | 目的地           |
| ---- | -------- | ---------------- |
| 1、2 | JR夢咲線 | 西九條、大阪方向 |

## 使用情況
2018年（平成30年）度1日平均上車人次為12,741人。
近年1日平均上車人次如下表。
| 年度               | 1日平均 上車人次 | 來源     |
| ------------------ | ---------------- | -------- |
| 1990年（平成02年） | 6,775            | [ * 1 ]  |
| 1991年（平成03年） | 6,948            | [ * 2 ]  |
| 1992年（平成04年） | 7,347            | [ * 3 ]  |
| 1993年（平成05年） | 6,769            | [ * 4 ]  |
| 1994年（平成06年） | 6,087            | [ * 5 ]  |
| 1995年（平成07年） | 6,303            | [ * 6 ]  |
| 1996年（平成08年） | 6,250            | [ * 7 ]  |
| 1997年（平成09年） | 4,981            | [ * 8 ]  |
| 1998年（平成10年） | 2,598            | [ * 9 ]  |
| 1999年（平成11年） | 3,105            | [ * 10 ] |
| 2000年（平成12年） | 4,581            | [ * 11 ] |
| 2001年（平成13年） | 8,129            | [ * 12 ] |
| 2002年（平成14年） | 7,859            | [ * 13 ] |
| 2003年（平成15年） | 7,467            | [ * 14 ] |
| 2004年（平成16年） | 7,249            | [ * 15 ] |
| 2005年（平成17年） | 7,055            | [ * 16 ] |
| 2006年（平成18年） | 7,156            | [ * 17 ] |
| 2007年（平成19年） | 7,331            | [ * 18 ] |
| 2008年（平成20年） | 7,421            | [ * 19 ] |
| 2009年（平成21年） | 7,397            | [ * 20 ] |
| 2010年（平成22年） | 7,609            | [ * 21 ] |
| 2011年（平成23年） | 7,946            | [ * 22 ] |
| 2012年（平成24年） | 8,271            | [ * 23 ] |
| 2013年（平成25年） | 8,948            | [ * 24 ] |
| 2014年（平成26年） | 10,059           | [ * 25 ] |
| 2015年（平成27年） | 10,826           | [ * 26 ] |
| 2016年（平成28年） | 11,272           | [ * 27 ] |
| 2017年（平成29年） | 12,418           | [ * 28 ] |
| 2018年（平成30年） | 12,741           | [ * 29 ] |

## 相鄰車站
西日本旅客鐵道
 JR夢咲線（櫻島線）
環球城（JR-P16）－櫻島（JR-P17）

### 使用情況
1. ↑  大阪府統計年鑑 （页面存档备份，存于） - 大阪府
2. ↑  大阪市統計書 （页面存档备份，存于） - 大阪市

大阪府統計年鑑
1. ↑  大阪府統計年鑑（平成3年）PDF
2. ↑  大阪府統計年鑑（平成4年）PDF
3. ↑  大阪府統計年鑑（平成5年）PDF
4. ↑  大阪府統計年鑑（平成6年）PDF
5. ↑  大阪府統計年鑑（平成7年）PDF
6. ↑  大阪府統計年鑑（平成8年）PDF
7. ↑  大阪府統計年鑑（平成9年）PDF
8. ↑  大阪府統計年鑑（平成10年）PDF
9. ↑  大阪府統計年鑑（平成11年）PDF
10. ↑  大阪府統計年鑑（平成12年）PDF
11. ↑  大阪府統計年鑑（平成13年）PDF
12. ↑  大阪府統計年鑑（平成14年）PDF
13. ↑  大阪府統計年鑑（平成15年）PDF
14. ↑  大阪府統計年鑑（平成16年）PDF
15. ↑  大阪府統計年鑑（平成17年）PDF
16. ↑  大阪府統計年鑑（平成18年）PDF
17. ↑  大阪府統計年鑑（平成19年）PDF
18. ↑  大阪府統計年鑑（平成20年）PDF
19. ↑  大阪府統計年鑑（平成21年）PDF
20. ↑  大阪府統計年鑑（平成22年）PDF
21. ↑  大阪府統計年鑑（平成23年）PDF
22. ↑  大阪府統計年鑑（平成24年）PDF
23. ↑  大阪府統計年鑑（平成25年）PDF
24. ↑  大阪府統計年鑑（平成26年）PDF
25. ↑  大阪府統計年鑑（平成27年）PDF
26. ↑  大阪府統計年鑑（平成28年）PDF
27. ↑  大阪府統計年鑑（平成29年）PDF
28. ↑  大阪府統計年鑑（平成30年）PDF
29. ↑  大阪府統計年鑑（令和元年）PDF

## 外部連結
- 櫻島｜車站資訊：JR出門網 - 西日本旅客鐵道

34°39′43″N 135°25′56″E / 34.66194°N 135.43222°E